# Manuel Salz
Manuel Salz (* 6. August 1985 in Böblingen) ist ein deutscher ehemaliger Fußballtorwart.

## Karriere
Salz spielt auf der Position des Torhüters. Bevor er 2003 in den Regionalliga-Kader des Stuttgarter Traditionsvereins berufen wurde, spielte Salz in der Oberliga bei den Stuttgarter Kickers II. Weitere Stationen seiner Karriere sind der VfR Pforzheim und der SV Hohenwart, welcher gleichzeitig sein Jugendverein war.
Bislang wurde Manuel Salz nur in der Oberliga-Mannschaft zum Einsatz gebracht, was sich zur Saison 2008/09 der 3. Liga änderte.
Im ersten Spiel der Stuttgarter Kickers am 26. Juli 2008 in Burghausen (0:2) debütierte Salz als neue Nummer eins. Er ersetzte damit den zum TuS Koblenz gewechselten, ehemaligen Kickers-Torhüter David Yelldell. Zur Saison 2009/10 wechselte Salz zum Bundesliga-Aufsteiger SC Freiburg und gab dort am ersten Spieltag beim Heimspiel gegen den Hamburger SV sein Bundesligadebüt. Am 21. Dezember 2011 wurde ihm nahegelegt sich einen neuen Verein zu suchen, da man ohne ihn plane. Seitdem gehörte er nur noch zum Kader der Reserve in der Regionalliga Süd. Da Salz beim SC Freiburg nach dem Ablauf des Vertrages im Sommer 2012 kein neues Vertragsangebot gemacht wurde und er keinen neuen Verein fand, war er zunächst vereinslos.
Ende Januar 2013 verpflichtete der Drittligist FC Rot-Weiß Erfurt Salz und stattete ihn mit einem Vertrag bis zum Saisonende 2012/13 mit der Option auf ein weiteres Jahr aus. Er blieb jedoch ohne Einsatz und verließ den Verein im Sommer desselben Jahres wieder. Für den 1. CfR Pforzheim spielte er – nach Aufstieg in seiner ersten Saison – in der Oberliga Baden-Württemberg bis zum Ende seiner Laufbahn 2021.

## Spielweise
Salz soll durch gute Reflexe, fußballerische Qualitäten und das Dirigieren seiner Kollegen bestechen. Darüber hinaus wird er als „Elfmeterkiller“ bezeichnet.

## Privat
Manuel Salz ist der Bruder von Dominik Salz.